# Rzęśl jesienna
Rzęśl jesienna (Callitriche hermaphroditica L.) – gatunek rośliny z rodziny babkowatych. Występuje w Europie, Azji i Ameryce Północnej.  
W Polsce rośnie głównie w części północnej.

## Morfologia

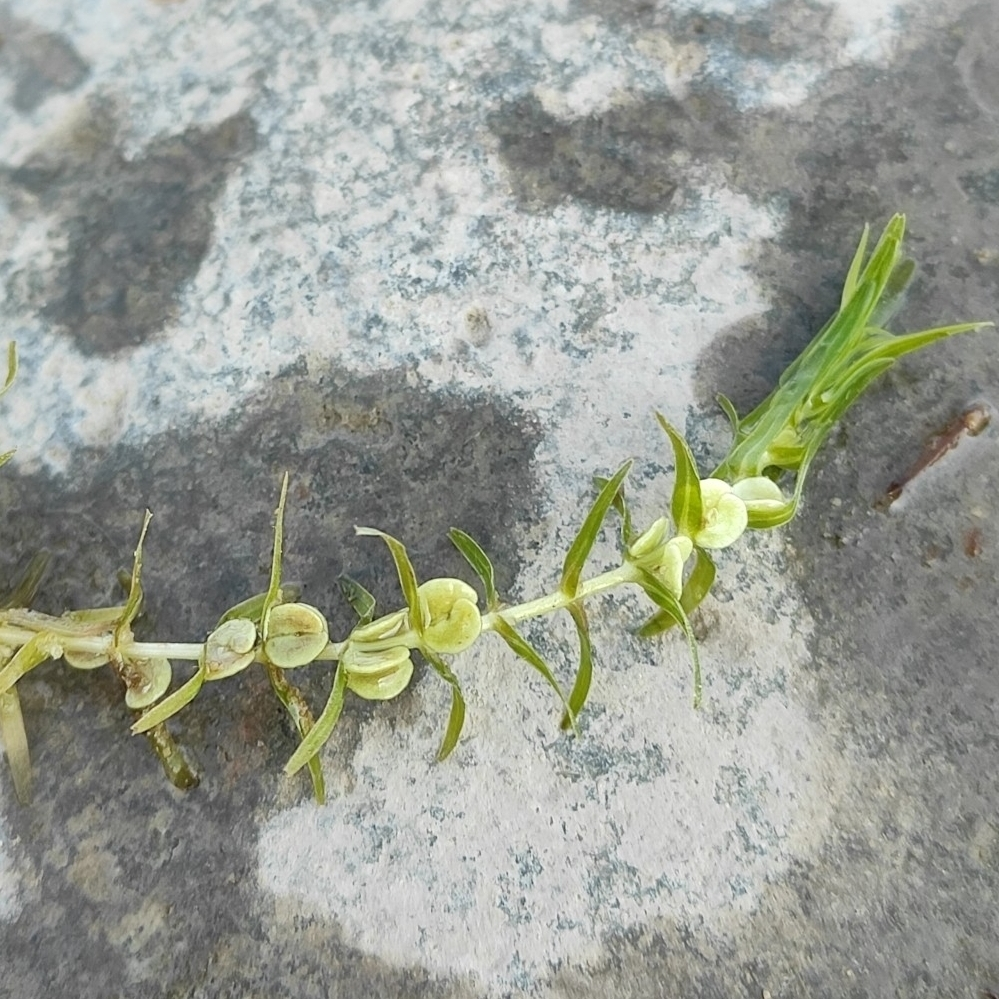
Pęd z owocami

PokrójNaga roślina, zanurzona w wodzie.
ŁodygaO długości 15–25 cm, cała zanurzona w wodzie.
LiścieCiemnozielone, lancetowatorównowąskie, przeświecające, najszersze u nasady, jednonerwowe, wycięte na końcu, nie są skupione w różyczkę.
KwiatyBez podkwiatków.
OwocSzeroko oskrzydlony na brzegach. Szyjka słupka nietrwała.

## Biologia i ekologia
Bylina, hydrofit. Rośnie w wodach stojących i wolno płynących. Kwitnie od lipca do października. Liczba chromosomów 2n = 6.

## Zastosowanie
Surowiec zielarski: napar, alkoholatura, maceraty z ziela (Herba Callitricheae) zawierają: irydoidy, flawonoidy, kwasy fenolowe.
Działanie: rozkurczowe na mięśnie gładkie (spazmolityczne), przeciwzapalne, antyseptyczne, bakteriostatyczne, przeciwwirusowe, hepatoprotekcyjne, moczopędne, immunostymulujące, uspokajające, przeciwkaszlowe. Wskazania: niewydolność wątroby, wirusowe zapalenie wątroby, stany skurczowe układu pokarmowego, układu moczowego i płciowego, stany zapalne gardła, jamy ustnej i przewodu pokarmowego, stany zapalne skóry, zaburzenia w wydzielaniu żółci, owrzodzenia jelit i żołądka.

## Zagrożenia i ochrona
Roślina umieszczona na polskiej czerwonej liście w kategorii DD (stopień zagrożenia nie może być określony). W Czerwonej księdze gatunków zagrożonych posiada kategorię LC (najmniejszej troski).